# Hoplophorella phymatos
Hoplophorella phymatos är en kvalsterart som först beskrevs av Wojciech Niedbała 2004.  Hoplophorella phymatos ingår i släktet Hoplophorella och familjen Phthiracaridae. Inga underarter finns listade i Catalogue of Life.